# Maska (1994.)
Maska (eng. The Mask) je američka komedija iz 1994. godine u režiji Chucka Russella. Glavnu ulogu tumači Jim Carrey, a u filmu je svoju prvu filmsku ulogu ostvarila danas poznata glumica Cameron Diaz.
Film je priča o Stanleyju Ipkissu, službeniku banke u Edge Cityju, koji ima naviku da navečer gleda crtiće, a ujutro kasni na posao gotovo sat vremena. Jedne večeri, vraćajući se kući nakon propalog izlaska u elitni disko-klub Coco Bongo, pronalazi staru drvenu masku kako pluta na površini vode. Nakon što se vrati kući i stavi je na lice, pretvara se u superheroja s nevjerojatnim moćima. Međutim, nakon što opljačka banku u kojoj radi, postaje metom policije i kriminalca Doriana Tyrella, koji namjerava zavladati gradom i čiji su suradnici pokušali opljačkati istu banku u isto vrijeme.

## Vanjske poveznice
- The Mask u internetskoj bazi filmova IMDb-a